# 尤斯蒂克鎮區 (伊利諾伊州懷特塞德縣)
尤斯蒂克鎮區（英語：Ustick Township）是位於美國伊利諾伊州懷特塞德縣的一個行政鎮區。

## 地方資料
根據2010年美國人口普查的數據，尤斯蒂克鎮區的面積為91.70平方千米，當中陸地面積為91.70平方千米，而水域面積為0.00平方千米。當地共有人口593人，而人口密度為每平方千米6.47人。